# كوات ميل
كوات ميل (بالفرنسية: Coat-Méal) بلدية تقع في منطقة برطانية في مقاطعة فينيستير في شمال غرب فرنسا.

## أنظر أيضًا
- أقاليم فرنسا

## روابط خارجية
- الموقع الرسمي (باللغة الفرنسية)